# Marcelo Figueiredo
Marcelo Amaro de Figueiredo (ur. 10 września 1973) – brazylijski judoka i zawodnik ju-jitsu.
Startował w Pucharze Świata w 1998 i 2000. Brązowy medalista igrzysk panamerykańskich w 1999. Wicemistrz igrzysk Ameryki Południowej w 1998 roku